# Ecce homo
Вижте пояснителната страница за други значения на Ecce Homo.
Ecce homo ([ˈɛkːɛ ˈhɔmoː], ѐке хо̀мо, букв. „Ето човека“, „Това е човекът“) е латинска фраза, която според Вулгата, един от латинските преводи на Библията, е използвана от Пилат Понтийски, когато показва измъчвания Иисус Христос пред враждебната тълпа, малко преди той да бъде разпънат на кръст. В гръцкия оригинал фразата е Ίδε ό άνθρωπος. Сцената е често използван сюжет в християнското изкуство.
Тогава Иисус излезе вън с трънения венец и в багреница. И рече им Пилат: Ето човека! А когато първосвещениците и слугите Го видяха, завикаха и казваха: Разпни, разпни Го! Пилат им казва: вие Го вземете и разпнете, защото аз не намирам у Него вина.[Йоан 19:5 – 6]